# Pisa Sporting Club
Pisa Sporting Club conhecida simplesmente como Pisa, é um clube italiano de futebol, da cidade de Pisa, na Toscana. Atualmente disputa a Serie A, a primeira divisão italiana.
Foi fundado no ano de 1909 com o nome de Pisa Sporting Club, mas, devido à problemas financeiros, ganharia novo nome, em julho de 1994, passando a se chamar Associazione Calcio Pisa, nome trocado pouco depois para Pisa Calcio, se inscrevendo para a Eccellenza da Toscana. Em julho de 2009, a esquadra foi refundada novamente e adotaria o nome atual, porém a partir da temporada 2017-18, o nome fantasia, usado inclusive no escudo, passou a ser Pisa Sporting Club, adotado de forma definitiva em 2021.
O Pisa conta com 7 participações na Série A e 38 na Série B. Na temporada 1920-21 o Pisa participou da final do campeonato nacional contra a Pro Verceli em 24 de julho de 1921, na cidade de Torino, mas a incrível performance dos Nerazzurri não foi suficiente: a Pro Vercelli venceu o Pisa por 2 a 1.
Os maiores títulos do Pisa são duas Copa Mitropa, nos anos de 1986 e 1988. O estádio do time, cujas cores são azul e preto, é a Arena Garibaldi (atualmente Arena Garibaldi – Stadio Romeo Anconetani), nome do ex-presidente que levou o time aos seus maiores trunfos, participações da Série A, um título da Série B e a conquista de dois torneios internacionais. Atualmente o Pisa participa da Serie BKT (segunda divisão), tendo estado pela última vez na Série A no ano de 1991.
Após o vice-campeonato da Série B na temporada 2024-25, o Pisa retornará a elite do futebol Italiano.

## História

### O nascimento e afinalíssimadoscudetto
O futebol na cidade de Pisa surgiu pela primeira vez no inverno de 1908, no gramado da Praça da Igreja de San Paolo a Ripa d'Arno, onde alguns jovens começaram a chutar uma bola feita de trapos, entre duas traves, balizas improvisadas, feitas com jaquetas e casacos. Esses mesmos rapazes logo fundaram a Società Sportiva Etruria, que tinha algumas camisas brancas e vermelhas em homenagem às cores da bandeira da cidade, e começaram a usar o gramado da Catedral de Pisa e a Piazza d'Arme como um campo improvisado para os jogos. O primeiro jogo "oficial" da Società Sportiva Etruria ocorreu no mesmo ano contra uma equipe de Livorno, a Libertas: no campo da Piazza Orlando, os donos da casa venceram o Etruria por 5 a 0.
Em abril do ano seguinte, 1909, esse mesmo grupo de jovens universitários de Pisa fundaram um novo clube, o Pisa Sporting Club. O nome da nova equipe foi proposto por Marino Scotti, um dos fundadores, já as cores sociais, inicialmente o vermelho e o branco, era em homenagem às cores da bandeira da cidade, porém em 1910 passaram a usar as cores preto e azul, por sugestão do então secretário e jogador Ferruccio Giovannini.
Os primeiros jogadores do Pisa foram, portanto, inicialmente, jovens universitários que dividiram seu tempo entre os estudos e a atividade esportiva [5]. A equipe começou a participar de competições contra representantes de cidades vizinhas, obtendo o primeiro sucesso em 1911 em um torneio quadrangular, derrotando o extinto SPES Livorno (Società Per Esercizi Sportivi Livorno), o extinto Virtus de Livorno e o também extinto Lucca FBC. Na cidade havia naquela época outra equipe de futebol [6 ], o Pisa FootBall Club, formado também por alguns jovens universitários, foi a primeira equipe da cidade a se juntar à FIGC, participando de alguns torneios da terceira divisão toscana da época. Para evitar confusão de identificação entre os Pisas, o Pisa FootBall Club mudou o nome para Alfea FootBall Club. Uma forte rivalidade nasceu imediatamente, até que se decidiu organizar uma disputa épica entre as duas equipes para se escolher a única equipe que teria a honra de representar a cidade de Pisa. 28 de janeiro de 1912 ganhou o Pisa, o Alfea então foi dissolvido e alguns de seus jogadores foram completar a equipe do Pisa. Em 1913, criou-se um campo de treinamento e de jogo adequado, pelos próprios jogadores perto da Citadella: era o Campo de Abetone [10], que será usado anos mais tarde pela equipe feminina do Pisa.
As temporadas 1912-1913 e 1913-1914 terminaram respectivamente com um terceiro e um sexto lugar na tabela da Copa Toscana.. Em novembro de 1914, sob a orientação do novo presidente do Pisa Giacomo Picchiotti, os primeiros sucessos chegaram, o Pisa se impôs sobre outros times toscanos, conquistando a Copa da Toscana na temporada de 1914-1915, mas na segunda fase do torneio, na fase de disputa intitulada Centro-Meridional, o campeonato foi interrompido com os Nerazzurri em segundo lugar, devido ao início da Primeira Guerra Mundial. Nos quatro anos seguintes, o Pisa participou de Torneios realizados durante a guerra, ganhou a Copa Federal da Toscana em 1916 e ficou em terceiro lugar em 1917. Nos primeiros meses de 1919, a guerra terminou, mas a federação ainda não estava reorganizada (os campeonatos foram retomados em novembro de 1919), foi decidido chamar o Terceiro Torneio da Guerra na Toscana, que estava em disputa, de Coppa Olivo, que foi novamente conquistado por Pisa
Na temporada 1919-1920 do que hoje equivale à Serie A , os Nerazzurri ganharam novamente a Coppa Toscana e precisamente em 26 de outubro de 1919, o novo estádio foi inaugurado, a Arena Garibaldi. Na temporada seguinte, 1920-1921, o Pisa apresentou-se com uma equipe fortíssima, tendo como aliados uma instalação desportiva moderna e espaçosa. e, sobretudo, o envolvimento do grande treinador József Ging, ex-capitão da seleção húngara. Embora a equipe favorecida para a vitória do título regional fosse a U.S. Livorno, que permaneceu na primeira posição na maior parte do campeonato, no jogo decisivo disputado na Arena Garibaldi, o Pisa venceu o Livorno por 3 a 0, ganhando a Taça da Toscana pela quinta vez. De qualquer modo ambas as equipes avançaram para a fase inter-regional com o Naples e o Bagnolese e provaram ser significativamente mais fortes que essas equipes, encontrando-se na final para o título Centro-Sul. Em 3 de julho de 1921, em Bologna, o Pisa vence o Livorno por 1 a 0. O Pisa, agora com o título de Campeão Centro-Sul avançou para a final do título italiano contra o Pro Vercelli, mas em 24 de julho de 1921, em Torino, a performance excepcional do goleiro Gianni não foi suficiente para combater os piemoneses: Pro Vercelli venceu o Pisa por 2 a 1 . A derrota pode ser compreendida pelo fato de que os Nerazzurri, ainda estavam em clima de celebração, devido a comemoração realizada na Arena Garibaldi no dia anterior, o que influenciou o desempenho geral da equipe. Por exemplo, Poggetti, um full-back, sentiu-se mal durante toda a viagem de trem até a cidade de Torino e desfalcou a equipe. Gnerucci sofreu uma séria falta de Rampini, do Pro Vercelli, e teve que deixar o jogo com uma tíbia fraturada
Essa é a formação do Pisa que por muito pouco não levantou o caneco do título nacional de 1920-1921: Gianni, Bartoletti, Giuntoli, Gnerucci, Tornabuoni, Viale, Merciai, Colombari, Corsetti, Sbrana, Pera.[carece de fontes?]

## Títulos
| CONTINENTAIS | CONTINENTAIS                     | CONTINENTAIS | CONTINENTAIS |
|              | Competição                       | Títulos      | Temporadas   |
| ------------ | -------------------------------- | ------------ | ------------ |
|              | Copa Mitropa                     | 2            | 1986, 1988   |
| NACIONAIS    |                                  |              |              |
|              | Competição                       | Títulos      | Temporadas   |
|              | Campeonato Italiano - 2ª Divisão | 1            | 1984-85      |

## Elenco
Atualizado em 18 de Agosto de 2025.